# Acacia parviflora
Acacia parviflora är en ärtväxtart som beskrevs av Elbert Luther Little. Acacia parviflora ingår i släktet akacior, och familjen ärtväxter. Inga underarter finns listade i Catalogue of Life.